# Lini bazilika
A lini ókeresztény bazilika (albán bazilika paleokristiane e Linit) bizánci stílusú kora keresztény bazilika Albánia délkeleti részén, az Ohridi-tó partján, Korça megyén belül a Pogradec községhez, illetve Udenisht alközséghez tartozó Lin falu területén. A 6. században épült és a 8. században tűzvész martalékává vált templom narthexét és oldalkápolnáit díszítő késő ókori mozaikpadló szinte teljes épségben fennmaradt. 2019-től az albániai helyszínekkel kibővített Ohrid-régió világörökség része.

## Története
A közeli Lükhnisz (a mai Ohrid) kora keresztény püspökei a 6. század első felében a mai Linnek otthont adó földnyelv magaslatán építették fel nyári rezidenciájukat, és ugyanekkor épült fel a bazilika is. Egyes feltevések szerint erre az időpontra megy vissza a falu nevének eredete is, amely a püspöki székhely Lükhnisz nevének átvételével, majd lerövidülésével alakult ki. A bazilikát erődítették, a földnyelvet lehatároló vastag fal védte a szárazföld felől. A püspöki palota és a bazilika egyaránt a 8. században vált a tűz martalékává, majd a Bolgár Birodalom 12. századi hódításával a környező település is elnéptelenedett. A középkor későbbi szakaszában a falu ismét benépesült, és a korábbi ókori bazilika alapjainak felhasználásával új templomot építettek a helyiek, amelynek védőszentje Szent Atanáz volt (Kisha e Shën Thanasit).
1968-ban Skënder Anamali irányításával tárták fel a bazilika és a püspöki rezidencia romjait.

## Leírása
Az épületmaradványok az északkeleti irányban az Ohridi-tóba nyúló, Lin fölé magasodó földnyelv legmagasabb pontján találhatóak, a falu főutcájának délkeleti oldalán, az oda vezető út végig ki van táblázva. Maga az épület erősen megrongálódott, csupán az alapjai maradtak fenn.
Az északnyugat–délkeleti tájolású bazilika háromkaréjos (triconcha) alaprajza az építtető püspökök lükhniszi főtemplomának megoldásait másolta. A templom északnyugati bejáratánál egy 8×12 méteres átrium állt, oszlopfolyosóval közrezárt udvarának egy részét téglából épített ciszterna foglalta el. Az átrium kétoldalán nyílt egy-egy bejárat, amelyeken keresztül a templom tengelyére merőleges, 3×9 méteres narthexbe lehetett belépni. A narthex mindkét oldalán egy-egy oldalkápolnát helyeztek el, a déliből pedig egy további, négyszög alaprajzú keresztelőkápolna nyílott keresztelőmedencével. Az északi oldalkápolnához boltozatos kialakítású téglasírok csatlakoztak. A narthexnek az átriummal átellenes, hosszanti oldalán három ajtó vezetett a bazilika belsejébe, amelyeken a 12×9 méteres főhajó, illetve a karéjszerűen ívelt oldalhajók voltak megközelíthetőek. Az északi oldalhajóból lépcső vezetett az alacsonyabb padlószintű, kereszt alaprajzú temetőkápolnába.
A lini bazilikarom legkiemelkedőbb értéke az építéssel egyidős mozaikpadló, amelynek megoldásai és motívumkincse hasonlóságot mutatnak más korabeli, az Ohridi-tó környékéről ismert mozaikokkal (Oktiszi, Radolista, Sztudencsista), de az albániai tushemishti és tepei bazilikával, sőt, távolabbi példákkal (Amphipolisz) is mutatnak tipológiai egyezéseket. A geometrikus és növénymintázatok mellett a mozaikok gyakori szereplői a különféle állatok, főleg madarak és méhek, amelyek együttes ábrázolásában a pogány és keresztény ikonográfiai hagyományok keverednek. A narthexből nyíló déli oldalkápolna mozaikpadlójának uralkodó motívuma a szvasztika, helyenként legendabeli vadállatok, az apszisban pedig egy kantharosz ábrázolásával, amelynek kétoldalán egy-egy páva áll. A keresztelőkápolna padlóján négy kantharosz látható, amelyekből ömlik ki a bor. Az északi oldalkápolna mozaikpadlója rombuszformába foglalt kantharoszokat és pávákat ábrázol, az ezen kívül eső sarkokban madárpárok, ivókupák és gabonamérő edények láthatóak. Korábban a fő- és mellékhajókat is mozaikpadló díszítette, de ezek túlnyomó része az évszázadok során elpusztult. Egyedül az északi oldalhajóból nyíló temetőkápolna mozaikja maradt fenn. A polikromatikus (sokszínű) mozaikot alkotó darabokat többnyire mészkőből faragták ki, de helyenként tégla- vagy üvegkockákat helyeztek a homokkal és téglaporral kevert mészhabarcs alapra.
Az átriumtól nyugatra még láthatóak az egykor a templomot védő vastag fal maradványai. A püspöki palota romjai már nem láthatóak, csak a régészeti ásatások eredményeiből ismert, hogy hat helyiségre osztott, négyszög alaprajzú épület volt.
- A bazilika romterülete
- Az átrium a ciszternával
- A temetőkápolna